# Extreme E-Saison 2021
Die Extreme E-Saison 2021 war die erste Saison der Rennserie Extreme E, in der elektrisch angetriebene SUVs im Turniermodus gegeneinander antreten. Sie begann am 3. April in al-ʿUla (Saudi-Arabien) und endete am 19. Dezember in Dorset (England). Die Saison bestand aus fünf Rennwochenenden. Ursprünglich sollte das Finale bereits am 12. Dezember in Tierra del Fuego (Argentinien) stattfinden, wurde jedoch aufgrund der COVID-19-Pandemie nach Europa verschoben.

## Teams und Fahrer
Jedes Team bestand aus einem weiblichen und einem männlichen Fahrer, die ihren Rennwagen abwechselnd steuern mussten. Zusätzlich konnten alle Teams auf zwei Championship Driver zurückgreifen, die sich bei allen Rennen in Bereitschaft befanden.
HWA Racelab kündigte die Teilnahme an der Rennserie an, zog das Team im Dezember 2020 dann jedoch zurück und verschob den Einstieg um ein Jahr.
Das Team Techeetah hatte die Teilnahme zwar im Vorfeld angekündigt, den Saisonstart in al-ʿUla mit Verweis auf die aufgrund der COVID-19-Pandemie bestehenden Reisebeschränkungen abgesagt. Im weiteren Saisonverlauf gab es keinerlei Meldungen über das Team, das auch bei den übrigen Rennen nicht antrat.
Vor dem zweiten Saisonlauf gab das Team JBXE bekannt, dass Jenson Button sich auf seine Rolle als Teamchef konzentriert und als Fahrer durch Kevin Hansen ersetzt wird.
ABT-Pilotin Claudia Hürtgen musste aus gesundheitlichen Gründen den zweiten Saisonlauf auslassen und wurde von Championship Driver Jutta Kleinschmidt vertreten. Nach dem Rennen gab ABT Cupra bekannt, dass Kleinschmidt auch die restlichen Saisonrennen für das Team bestreite. Tamara Molinaro übernahm daraufhin den Posten der Ersatzfahrerin.
Bei Veloce Racing gab es mehrere Fahrerwechsel während der Saison: Jamie Chadwick wurde bei zwei Rennen durch Emma Gilmour ersetzt, da sie zeitgleich in der W Series antrat. Lance Woolridge ersetzte beim Saisonfinale Stéphane Sarrazin.
| Team                                              | Nr.                 | Fahrer                    | Rennen  |
| ------------------------------------------------- | ------------------- | ------------------------- | ------- |
| ABT Cupra XE                                      | 125                 | Claudia Hürtgen           | 1, 2    |
| ABT Cupra XE                                      | 125                 | Jutta Kleinschmidt        | 3–5     |
| ABT Cupra XE                                      | 125                 | Mattias Ekström           | 1–5     |
| acciona \| Sainz Extreme E Team                   | 055                 | Laia Sanz                 | 1–5     |
| acciona \| Sainz Extreme E Team                   | 055                 | Carlos Sainz senior       | 1–5     |
| Andretti United Extreme E                         | 023                 | Catie Munnings            | 1–5     |
| Andretti United Extreme E                         | 023                 | Timmy Hansen              | 1–5     |
| Segi TV Chip Ganassi Racing                       | 099                 | Sara Price                | 1–5     |
| Segi TV Chip Ganassi Racing                       | 099                 | Kyle LeDuc                | 1–5     |
| Hispano Suiza XITE Energy Team XITE Energy Racing | 042                 | Christine Giampaoli Zonca | 1–5     |
| Hispano Suiza XITE Energy Team XITE Energy Racing | 042                 | Oliver Bennett            | 1–5     |
| JBXE                                              | 022                 | Mikaela Åhlin-Kottulinsky | 1–5     |
| JBXE                                              | 022                 | Jenson Button             | 1       |
| JBXE                                              | 022                 | Kevin Hansen              | 2–5     |
| Rosberg X Racing                                  | 06                  | Molly Taylor              | 1–5     |
| Rosberg X Racing                                  | 06                  | Johan Kristoffersson      | 1–5     |
| Veloce Racing                                     | 05                  | Jamie Chadwick            | 1, 2, 5 |
| Veloce Racing                                     | 05                  | Emma Gilmour              | 3, 4    |
| Veloce Racing                                     | 05                  | Stéphane Sarrazin         | 1–4     |
| Veloce Racing                                     | 05                  | Lance Woolridge           | 5       |
| X44                                               | 044                 | Cristina Gutiérrez        | 1–5     |
| X44                                               | 044                 | Sébastien Loeb            | 1–5     |
| Championship Driver                               | Championship Driver | Jutta Kleinschmidt        | 2       |
| Championship Driver                               | Championship Driver | Tamara Molinaro           |         |
| Championship Driver                               | Championship Driver | Timo Scheider             |         |

## Rennkalender
Die Veranstaltungen wurden in Anlehnung an Grands Prix X Prix genannt. Alle Rennen fanden in unterschiedlichen Regionen statt, um auf die dortigen Auswirkungen des Klimawandels aufmerksam zu machen.
| Nr. | Datum            | Veranstaltung (Austragungsort) | Sieger                            | Zweiter                                | Dritter                                | Super Sector                      | Gesamtführung    | Gesamtführung                     |
| Nr. | Datum            | Veranstaltung (Austragungsort) | Sieger                            | Zweiter                                | Dritter                                | Super Sector                      | Team             | Fahrer                            |
| --- | ---------------- | ------------------------------ | --------------------------------- | -------------------------------------- | -------------------------------------- | --------------------------------- | ---------------- | --------------------------------- |
| 1   | 3.–4. April      | Desert X Prix ( al-ʿUla)       | Rosberg X Racing                  | Andretti United Extreme E              | X44                                    | nicht ausgetragen                 | Rosberg X Racing | Molly Taylor Johan Kristoffersson |
| 1   | 3.–4. April      | Desert X Prix ( al-ʿUla)       | Molly Taylor Johan Kristoffersson | Catie Munnings Timmy Hansen            | Cristina Gutiérrez Sebastien Loeb      | nicht ausgetragen                 | Rosberg X Racing | Molly Taylor Johan Kristoffersson |
| 2   | 29.–30. Mai      | Ocean X Prix ( Lac Rose)       | Rosberg X Racing                  | Veloce Racing                          | JBXE                                   | Segi TV Chip Ganassi Racing       | Rosberg X Racing | Molly Taylor Johan Kristoffersson |
| 2   | 29.–30. Mai      | Ocean X Prix ( Lac Rose)       | Molly Taylor Johan Kristoffersson | Jamie Chadwick Stéphane Sarrazin       | Mikaela Åhlin-Kottulinsky Kevin Hansen | Kyle LeDuc Sara Price             | Rosberg X Racing | Molly Taylor Johan Kristoffersson |
| 3   | 28.–29. August   | Arctic X Prix ( Kangerlussuaq) | Andretti United Extreme E         | JBXE                                   | Sainz Extreme E Team                   | Andretti United Extreme E         | Rosberg X Racing | Molly Taylor Johan Kristoffersson |
| 3   | 28.–29. August   | Arctic X Prix ( Kangerlussuaq) | Catie Munnings Timmy Hansen       | Mikaela Åhlin-Kottulinsky Kevin Hansen | Laia Sanz Carlos Sainz senior          | Catie Munnings Timmy Hansen       | Rosberg X Racing | Molly Taylor Johan Kristoffersson |
| 4   | 23.–24. Oktober  | Island X Prix ( Capo Teulada)  | Rosberg X Racing                  | ABT Cupra XE                           | JBXE                                   | X44                               | Rosberg X Racing | Molly Taylor Johan Kristoffersson |
| 4   | 23.–24. Oktober  | Island X Prix ( Capo Teulada)  | Molly Taylor Johan Kristoffersson | Jutta Kleinschmidt Mattias Ekström     | Mikaela Åhlin-Kottulinsky Kevin Hansen | Cristina Gutiérrez Sebastien Loeb | Rosberg X Racing | Molly Taylor Johan Kristoffersson |
| 5   | 18.–19. Dezember | Jurassic X Prix ( Dorset)      | X44                               | JBXE                                   | Andretti United Extreme E              | X44                               | Rosberg X Racing | Molly Taylor Johan Kristoffersson |
| 5   | 18.–19. Dezember | Jurassic X Prix ( Dorset)      | Cristina Gutiérrez Sebastien Loeb | Mikaela Åhlin-Kottulinsky Kevin Hansen | Catie Munnings Timmy Hansen            | Cristina Gutiérrez Sebastien Loeb | Rosberg X Racing | Molly Taylor Johan Kristoffersson |

## Wertung
Die zehn bestplatzierten Teams jedes Rennens erhielten Punkte nach dem folgenden Schema:
| Platz  | 1  | 2  | 3  | 4  | 5  | 6  | 7 | 8 | 9 | 10 |
| Punkte | 25 | 19 | 18 | 15 | 12 | 10 | 8 | 6 | 4 | 2  |

Zusätzlich erhielten die ersten zehn Teams jedes Qualifyings Punkte für die Meisterschaft.
| Platz  | 1  | 2  | 3  | 4 | 5 | 6 | 7 | 8 | 9 | 10 |
| Punkte | 12 | 11 | 10 | 9 | 8 | 7 | 6 | 5 | 4 | 3  |

Die beiden Fahrer bzw. das Team erhielten ab dem zweiten Saisonrennen zudem fünf zusätzliche Punkte beim Erfahren der schnellsten Zeit im Super Sector, ab dem Island X Prix Continental Traction Challenge, des Wochenendes.

### Teamwertung
| Pos. | Team                                               | Desert | Desert | Ocean | Ocean | Arctic | Arctic | Island | Island | Jurassic | Jurassic | Punkte |
| Pos. | Team                                               | Q      | R      | Q     | R     | Q      | R      | Q      | R      | Q        | R        | Punkte |
| ---- | -------------------------------------------------- | ------ | ------ | ----- | ----- | ------ | ------ | ------ | ------ | -------- | -------- | ------ |
| 1    | Rosberg Extreme Racing                             | 3      | 1      | 2     | 1     | 3      | 5      | 2      | 1      | 2        | 4        | 155    |
| 2    | X44                                                | 1      | 3      | 1     | *4*   | 1      | 4      | 1      | *5*    | 1        | 1        | 155    |
| 3    | JBXE                                               | 6      | 6      | 4     | *3*   | 8      | 2      | 7      | *3*    | 5        | 2        | 119    |
| 4    | Andretti United Extreme E                          | 4      | 2      | 8     | 9     | 4      | 1      | 6      | *6*    | 7        | 3        | 117    |
| 5    | ABT Cupra XE                                       | 8      | *7*    | 3     | 5     | 2      | 7      | 3      | 2      | 4        | 7        | 100    |
| 6    | Acciona \| Sainz XE Team                           | 2      | 4      | 9     | 8     | 6      | 3      | 4      | 7      | 3        | 5        | 100    |
| 7    | Veloce Racing                                      | 9      | DNS    | 5     | 2     | 5      | 6      | 8      | 8      | 6        | 6        | 77     |
| 8    | Segi TV Chip Ganassi Racing                        | 7      | *8*    | 7     | 7     | 7      | *9*    | 5      | *4*    | 8        | 8        | 74     |
| 9    | Hispano Suiza XITE Energy Team/ XITE Energy Racing | 5      | 5      | 6     | 6     | 9      | 8      | 9      | 9      | 9        | 9        | 63     |

| Legende                      | Legende       | Legende                                                                                 |
| Farbe                        | Abkürzung     | Bedeutung                                                                               |
| ---------------------------- | ------------- | --------------------------------------------------------------------------------------- |
| Gold                         | —             | Sieger                                                                                  |
| Silber                       | —             | 2. Platz                                                                                |
| Bronze                       | —             | 3. Platz                                                                                |
| Grün                         | —             | Platzierung in den Punkten                                                              |
| Blau                         | —             | Klassifiziert außerhalb der Punkteränge                                                 |
| Schwarz                      | DSQ           | disqualifiziert                                                                         |
| Weiß                         | DNS           | nicht am Start                                                                          |
| Weiß                         | WD            | zurückgezogen                                                                           |
| Weiß                         | C             | Rennen abgesagt                                                                         |
| Blanko                       |               | nicht teilgenommen                                                                      |
| Blanko                       | DNP           | gemeldet, aber nicht teilgenommen                                                       |
| Blanko                       | INJ           | verletzt oder krank                                                                     |
| Blanko                       | EX            | ausgeschlossen                                                                          |
| sonstige Formate und Zeichen | kursiv        | Schnellste Zeit in der Continental Traction Challenge (Ocean X Prix 2021: Super Sector) |
| sonstige Formate und Zeichen | unterstrichen | Führender in der Gesamtwertung                                                          |
| sonstige Formate und Zeichen | *             | nicht im Ziel, aber gewertet                                                            |
| sonstige Formate und Zeichen | ( )           | Streichresultat                                                                         |

Anmerkungen
1. ↑  Als Strafe für den Unfall mit Claudia Hürtgen in Saudi-Arabien wurde Chip Ganassi Racing 1 Punkt abgezogen.

### Fahrerwertung
Wie die Extreme E im Rahmen des Ocean X Prix bekannt gab, griff in der Fahrerwertung 2021 die sogenannte "Streichresultat"-Regelung ("Drop Score"). Das jeweils schlechteste Einzelergebnis floss demnach am Ende der Meisterschaft nicht mit in die Gesamtwertung ein.
| Pos. | Fahrer                                   | Desert | Desert | Ocean | Ocean | Arctic | Arctic | Island | Island | Jurassic | Jurassic | Punkte |
| Pos. | Fahrer                                   | Q      | R      | Q     | R     | Q      | R      | Q      | R      | Q        | R        | Punkte |
| ---- | ---------------------------------------- | ------ | ------ | ----- | ----- | ------ | ------ | ------ | ------ | -------- | -------- | ------ |
| 01   | Johan Kristoffersson Molly Taylor        | 3      | 1      | 2     | 1     | (3)    | (5)    | 2      | 1      | 2        | 4        | 133    |
| 03   | Cristina Gutiérrez Sebastien Loeb        | 1      | 3      | (1)   | *(4)* | 1      | 4      | 1      | *5*    | 1        | 1        | 121    |
| 05   | Timmy Hansen Catie Munnings              | 4      | 2      | (8)   | (9)   | 4      | 1      | 6      | *6*    | 7        | 3        | 103    |
| 07   | Mikaela Åhlin-Kottulinsky                | (6)    | (6)    | 4     | *3*   | 8      | 2      | 7      | *3*    | 5        | 2        | 102    |
| 07   | Kevin Hansen                             |        |        | 4     | *3*   | 8      | 2      | 7      | *3*    | 5        | 2        | 102    |
| 09   | Carlos Sainz senior Laia Sanz            | 2      | 4      | (9)   | (8)   | 6      | 3      | 4      | 7      | 3        | 3        | 90     |
| 11   | Mattias Ekström                          | (8)    | *(7)*  | 3     | 5     | 2      | 7      | 3      | 2      | 4        | 7        | 87     |
| 11   | Jutta Kleinschmidt                       |        |        | 3     | 5     | 2      | 7      | 3      | 2      | 4        | 7        | 87     |
| 13   | Sara Price                               | 7      | *8*    | 7     | 7     | (7)    | *(9)*  | 5      | *4*    | 8        | 8        | 60     |
| 13   | Stéphane Sarrazin                        | 9      | DNS    | 5     | 2     | 5      | 6      | 8      | 8      |          |          | 60     |
| 15   | Kyle LeDuc                               | 7      | *8*    | 7     | 7     | (7)    | *(9)*  | 5      | *4*    | 8        | 8        | 59     |
| 16   | Oliver Bennett Christine Giampaoli Zonca | 5      | 5      | 6     | 6     | 9      | 8      | (9)    | (9)    | 9        | 9        | 55     |
| 18   | Jamie Chadwick                           | 9      | DNS    | 5     | 2     |        |        |        |        | 6        | 6        | 48     |
| 19   | Emma Gilmour                             |        |        |       |       | 5      | 6      | 8      | 8      |          |          | 29     |
| 20   | Jenson Button                            | 6      | 6      |       |       |        |        |        |        |          |          | 17     |
| 20   | Lance Woolridge                          |        |        |       |       |        |        |        |        | 6        | 6        | 17     |
| 22   | Claudia Hürtgen                          | 8      | *7*    | INJ   | INJ   |        |        |        |        |          |          | 13     |

| Legende                      | Legende       | Legende                                                                                 |
| Farbe                        | Abkürzung     | Bedeutung                                                                               |
| ---------------------------- | ------------- | --------------------------------------------------------------------------------------- |
| Gold                         | —             | Sieger                                                                                  |
| Silber                       | —             | 2. Platz                                                                                |
| Bronze                       | —             | 3. Platz                                                                                |
| Grün                         | —             | Platzierung in den Punkten                                                              |
| Blau                         | —             | Klassifiziert außerhalb der Punkteränge                                                 |
| Schwarz                      | DSQ           | disqualifiziert                                                                         |
| Weiß                         | DNS           | nicht am Start                                                                          |
| Weiß                         | WD            | zurückgezogen                                                                           |
| Weiß                         | C             | Rennen abgesagt                                                                         |
| Blanko                       |               | nicht teilgenommen                                                                      |
| Blanko                       | DNP           | gemeldet, aber nicht teilgenommen                                                       |
| Blanko                       | INJ           | verletzt oder krank                                                                     |
| Blanko                       | EX            | ausgeschlossen                                                                          |
| sonstige Formate und Zeichen | kursiv        | Schnellste Zeit in der Continental Traction Challenge (Ocean X Prix 2021: Super Sector) |
| sonstige Formate und Zeichen | unterstrichen | Führender in der Gesamtwertung                                                          |
| sonstige Formate und Zeichen | *             | nicht im Ziel, aber gewertet                                                            |
| sonstige Formate und Zeichen | ( )           | Streichresultat                                                                         |

Anmerkungen
1. ↑  Als Strafe für den Unfall mit Claudia Hürtgen in Saudi-Arabien wurde Kyle LeDuc 1 Punkt abgezogen.